# Чебрець Палляса
Чебрець Палляса або чебрець Палласів (Thymus pallasianus) — вид рослин родини глухокропивові (Lamiaceae), поширений у центрально-східній Європі.

## Опис
Багаторічна рослина 5–20 см завдовжки. Листки 0.7–2.5 мм ушир, абсолютно пласкі, з укороченими гілочками в пазухах, здебільшого вузько-лінійні або вузько-лінійно-лопатковиді, з краю до середини або вище вкриті довгими віями.

## Поширення
Європа: Польща, Україна, Росія.
В Україні зростає на річкових пісках — у півд. ч. Лісостепу і півн. ч. Степу, часто.